# 本多幸七郎
本多 幸七郎（ほんだ こうしちろう、弘化2年（1845年） - 明治38年（1905年） ）は、幕末の旗本。名は忠直。禄高400石。幕府陸軍の士官として歩兵頭を務める。戊辰戦争では大鳥圭介の腹心として、伝習隊を率いて南関東から箱館まで転戦した。戊辰戦争後は駿府に行き、静岡藩が設立した沼津兵学校の教官を務める。

## 経歴

### 幕臣時代
旗本・本多八左衛門の孫。父が早世しており、安政6年（1859年）、祖父の家督を継ぎ、将軍の警護等を務める新番に就く。
文久元年(1861年）、東禅寺事件でイギリス公使館を守備し尊王攘夷派浪士と戦い、銀20枚を褒美として受け取る。元治元年（1864年）、慶応2年（1866年）に将軍・徳川家茂を警護し上洛する。慶応2年に歩兵指図役、慶応4年（1868年）に歩兵頭に昇進する。

### 戊辰戦争

#### 関東の戦い・会津戦争
慶応4年4月11日（1868年5月3日）の江戸城引渡しの際、隊長を務めていた伝習隊第二大隊約500名を率いて墨田・報恩寺に脱走。大鳥圭介に従い、旧幕府脱走兵が集結していた国府台へ移動、土方歳三・立見鑑三郎らと合流する。
伝習隊第二大隊は大鳥軍の直率部隊として北上し、小山・宇都宮などで戦闘に参加する。4月22-23日の新政府軍による宇都宮城奪回戦で背中に銃創を負う。宇都宮での敗北後、日光を経て会津へと向かった。会津戦争では母成峠を守備する。8月21日の母成峠の戦いに敗れた後、米沢を目指すが、恭順に転じていた米沢藩内に入れず、仙台で榎本艦隊に合流、蝦夷地に向かう。

#### 箱館戦争
明治元年10月21日（1868年12月4日）、箱館北方の鷲ノ木（現・森町）に上陸後、遊撃隊長・人見勝太郎とともに箱館府知事・清水谷公考に嘆願書を届ける使者となる。10月22日、峠下（現・七飯町）で宿営中に新政府軍の夜襲を受けるが、後を追ってきた伝習隊などとともに新政府軍を破る。10月23日、文月村（現・北斗市）の松前藩陣地を攻略する。
旧幕府軍の蝦夷地制圧後は、第二列士満（れじまん）隊長となる。
明治2年（1869年）4月13-14日、木古内の戦いで伝習歩兵隊を率いて新政府軍を撃退する。その後、矢不来（現・北斗市）の守備に就くが4月29日の戦闘で敗北。
箱館戦争終結後、弘前藩預かりとなり最勝院に収容される。釈放後、駿府に向かう。

### 明治時代
静岡藩により設立された沼津兵学校の体育教官となり、明治4年（1871年）には三等教授方となる。沼津兵学校が兵部省に移管されると、陸軍少尉に任官。明治5年（1872年）に沼津出張兵学寮が廃止されると失職するが、明治7年（1874年）、再び陸軍中尉として任官し、外山学校教官、小銃試験委員などを務め、陸軍歩兵大尉に昇進した。